# Sankt Georgen ob Murau
Sankt Georgen ob Murau is een plaats en voormalige gemeente in de Oostenrijkse deelstaat Stiermarken. Het is sinds 2015 een ortschaft van de gemeente Sankt Georgen am Kreischberg, die deel uitmaakt van het district Murau.

## Gemeente Sankt Georgen ob Murau
De gemeente Sankt Georgen ob Murau telde in 2014 1387 inwoners. De kadastrale gemeenten waren Bodendorf, Lutzmannsdorf, Sankt Georgen ob Murau en Sankt Lorenzen ob Murau.
De laatste burgemeester was Cäcilia Spreitzer (ÖVP). De gemeenteraad bestond na de verkiezingen van 2010 uit 7 zetels voor de ÖVP, 6 zetels voor de SPÖ en 2 zetels voor de FPÖ.
In 2015 fuseerde Sankt Georgen ob Murau met Sankt Ruprecht-Falkendorf, waarbij de gemeente Sankt Georgen am Kreischberg tot stand kwam.

## Geschiedenis
In 1152 schonk de gravin Emma von Treffen, met toestemming van haar broer Heinrich von Pris en de graaf Meginhalm von Weichselburg haar volledige Allodium Babindorf (Bodendorf) aan het Klooster van Sittich.
De feodaliteit eindigde in 1848. De gemeente werd twee jaar later volledig autonoom. Na de annexatie van Oostenrijk in 1938 kwam de ze in de “Reichsgau Steiermark” (Rijksgouw Stiermarken). Tussen 1945 en 1955 was Sankt Georgen ob Murau deel van de Britse bezettingszone.

## Voetnoot
1. ↑  Schenkung Bodendorf an Kloster Sittich. Gearchiveerd op 24 december 2013. Geraadpleegd op 29 juli 2008.

- Gemeinsame Normdatei: 7648982-6
- Virtual International Authority File: 240133499

Stadsgemeenten:
Murau ·
Oberwölz

Marktgemeenten:
Mühlen ·
Neumarkt in der Steiermark ·
Sankt Lambrecht ·
Sankt Peter am Kammersberg
Scheifling ·

Overige gemeenten:
Krakau ·
Niederwölz ·
Ranten ·
Sankt Georgen am Kreischberg ·
Schöder ·
Stadl-Predlitz ·
Teufenbach-Katsch